# Anomis holortha
Anomis holortha là một loài bướm đêm trong họ Erebidae.